# Casino Grand-Cercle

Logo, avec comme slogan « Être ici, c'est déjà être ailleurs. »

Le casino Grand-Cercle est un casino situé en France sur la commune d'Aix-les-Bains, dans le département de la Savoie en région Auvergne-Rhône-Alpes.
Il est installé dans le palais de Savoie, lequel constitue un ensemble architectural majeur en Savoie, au même titre que le casino d'Évian, un bâtiment témoignant par ailleurs de la volonté de la maison de Savoie de figurer parmi les grandes familles princières européennes. Le lieu est inscrit et classé au titre des monuments historiques. Ce site est en outre composé d'un théâtre à l'italienne.

## Histoire

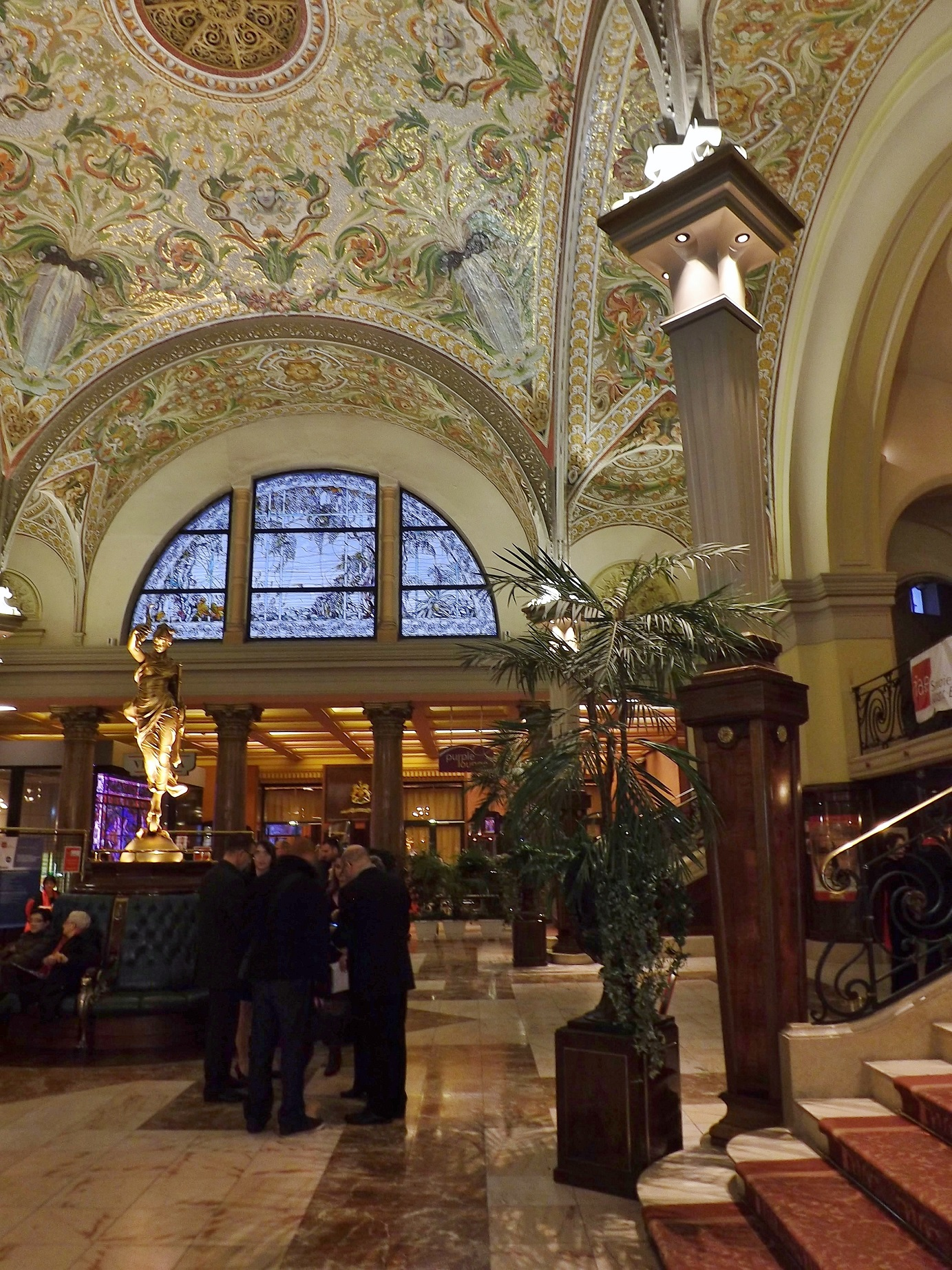
Hall du théâtre.

Le casino Grand-Cercle fut inauguré par le roi Victor-Emmanuel II de Savoie, en 1850, afin de renforcer l'aspect ludique de la cité thermale et ainsi attirer en Savoie la haute société et les artistes européens. L’édifice qu'inaugura le roi fut réalisé par un architecte chambérien Charles-Bernard Pellegrini. Le bâtiment à l'époque comprenait en sa partie centrale une salle de bal flanquée de deux salons, l’un pour le jeu, l’autre pour la lecture et la correspondance.
Trente ans plus tard, le casino prend de l’ampleur et s'agrandit de deux pavillons latéraux. En 1899, le bâtiment se dote d'un théâtre de 900 places, équipé d’une machinerie en bois : le théâtre du Casino Grand-Cercle. Quatre œuvres de l'artiste peintre Di Credico ont été placées dans la salle des jeux traditionnels (la boule, la roulette, le blackjack...).
Le 28 août 1914, l'administration des casinos met à disposition du comité municipal de coordination, l'établissement le Grand-Cercle ainsi que la villa des Fleurs afin de recevoir des blessés de guerre de la Première Guerre mondiale. Dans la nuit du 12 au 13 septembre 1914, 85 blessés y sont également convoyés. Le même jour, l'ambulance du Grand-Cercle improvise, dans la salle de jeux et dans les halls du café et du théâtre, 200 lits supplémentaires. Dans le petit local contre la salle de bridge et la galerie nord-ouest, sont installées deux salles d'opération. Au printemps 1915, bien que la guerre perdure, il n'en demeure pas moins que la vie à l'arrière a repris. Ainsi fin mai, le maire de la ville fait officiellement une demande aux autorités afin de bien pouvoir libérer le Grand-Cercle d'Aix-les-Bains devenu depuis le début de la guerre ce que l'on a appelé communément l'Hôpital dépôt de convalescents. Le premier magistrat de la ville expose que : « Au moment où la Savoie s'ouvre, il est absolument nécessaire pour nous de donner à nos visiteurs et baigneurs le maximum possible d'agréments. » Après examen de la demande, l'évacuation du bâtiment Grand-Cercle débute le 12 novembre pour s'achever le 15 janvier 1916. L'année suivante, quelques hôtels sont eux aussi libérés et permettent l'accueil de curistes.

## Personnalités
De nombreuses personnalités sont venues se divertir au casino Grand-Cercle, parmi lesquelles :
- l'acteur Raimu ;
- la reine Victoria ;
- le roi Georges Ier de Grèce.

## Recettes
| Roulette française           | 1   | 44 713 €     | 2 525 €      | 5 502 €      |
| Roulette anglaise            | 4   | 107 113 €    | 424 965 €    | 512 785 €    |
| Blackjack                    | 1   | 202 401 €    | 68 555 €     | 146 785 €    |
| Stud à cinq cartes           | 1   | 126 828 €    | 138 562 €    | 53 473 €     |
| La boule                     | 1   | 170 000 €    | 154 546 €    | 113 308 €    |
| Machine à sous               | 175 | 25 171 241 € | 25 434 562 € | 26 331 958 € |
| TOTAL                        |     | 25 822 296 € | 26 223 715 € | 27 163 811 € |
| Sources : Site casinoweb.org |     |              |              |              |

## Anecdotes
L'acteur Raimu travailla le temps d'une saison comme croupier pour le casino.